# Cro Inis
Cro Inis (irisch Cró-inis, englisch auch Croinsha oder Cormorant Island) und Ford, Goose und Cherry Island, im etwa sieben Kilometer langen und drei Kilometer breiten Lough Ennell (Loch Ainninn) im County Westmeath in Irland sind vermutlich Crannógs, deren Ausgrabung, abgesehen von Cro Inis, noch nicht erfolgte. In den Annalen von Westmeath (Annals of Westmeath) sind acht der Inseln mit unterschiedlicher historischer Bedeutung identifiziert worden.
Cro Inis, auch als „Malachy Island“ bekannt, ist eine nahezu runde Insel von etwa 25 m Durchmesser. Sie liegt etwa 300 m vom Land entfernt und gehörte im Mittelalter zu einem Königssitz. Abbé James MacGeoghegan überlieferte in seiner zwischen 1758 und 1763 verfassten „History of Ireland“, dass Malachy II (Máel Sechnail), ein Zeitgenosse des Hochkönigs Brian Boru (940–1014) hier eine Burg hatte. Sein Hauptsitz lag jedoch im Dun na Sgiath, in Sichtweite des Crannógs, auf dem Festland.
Im Kommentar zu den Annalen der vier Meister von 1022 schreibt der irische Historiker John O’Donovan unter anderem, Cro Inis liege am südwestlichen Teil des Lough Ennell, in der Nähe von Mullingar und gehöre zur Gemeinde Dysart. Fragmente einer kleinen Burg oder eines Steinhauses (unbekannter Zeitstellung) sind noch auf der Insel zu sehen. Die aus mehreren konzentrischen Wällen bestehende Festung Dún na Sgiath (Fort der Schilde), der Sitz des Königs Máel Sechnail mac Domnaill (anglisiert Malachy), König von Míde (Meath) (fälschlich als Hochkönig geführt), liegt am Seeufer gegenüber der Insel. König Máel Sechnail II. (949–1022) besiegte 980 in der Schlacht von Tara den Wikinger Olaf Cuaran König von Dublin und York und starb 1022 n. Chr., vermutlich auf Cro Inis.